# Бескид (заповідне урочище)
Бе́скид — заповідне урочище (лісове) місцевого значення в Україні. Розташоване в межах Сколівського району Львівської області, на схід від села Жупани. 
Площа 251 га. Статус надано згідно з рішенням Львівського облвиконкому № 34 від 01.02.1991 року. Перебуває у віданні ДП «Славський лісгосп» (Климецьке лісництво, кв. 21, 25). 
Статус надано з метою збереження високопродуктивного еталонного смерекового насадження І бонітету. Урочище розташоване на південних відногах хребта Бердо.